# Kanotsport vid olympiska sommarspelen 1992
Kanotsport vid olympiska sommarspelen 1996 bestod av 16 tävlingar (12 för herrar och 4 för damer), och var indelad i kanotslalom och sprint. 

## Medaljsummering

### Slalom
| Event                   | Guld                              | Silver                                    | Brons                                   |
| Herrar, C-1 Detaljer... | Lukáš Pollert Tjeckoslovakien     | Gareth Marriott Storbritannien            | Jacky Avril Frankrike                   |
| Herrar, C-2 Detaljer... | USA Scott Strausbaugh Joe Jacobi  | Tjeckoslovakien Miroslav Šimek Jiří Rohan | Frankrike Frank Adisson Wilfrid Forgues |
| Herrar, K-1 Detaljer... | Pierpaolo Ferrazzi Italien        | Sylvain Curinier Frankrike                | Jochen Lettmann Tyskland                |
| Damer, K-1 Detaljer...  | Elisabeth Micheler-Jones Tyskland | Danielle Woodward Australien              | Dana Chladek USA                        |

### Sprint
Herrar
| Event                      | Guld                                                                | Silver                                                        | Brons                                                            |
| C-1 500 meter Detaljer...  | Nikolaj Buchalov Bulgarien                                          | Mychajlo Slyvynskyj OSS                                       | Olaf Heukrodt Tyskland                                           |
| C-1 1000 meter Detaljer... | Nikolaj Buchalov Bulgarien                                          | Ivans Klementjevs Lettland                                    | György Zala Ungern                                               |
| C-2 500 meter Detaljer...  | OSS Dzmitryj Daŭhaljonak Aljaksandr Masiajkoŭ                       | Tyskland Ulrich Papke Ingo Spelly                             | Bulgarien Martin Marinov Blagovest Stojanov                      |
| C-2 1000 meter Detaljer... | Tyskland Ulrich Papke Ingo Spelly                                   | Danmark Christian Frederiksen Arne Nielsson                   | Frankrike Didier Hoyer Olivier Boivin                            |
| K-1 500 meter Detaljer...  | Mikko Kolehmainen Finland                                           | Zsolt Gyulai Ungern                                           | Knut Holmann Norge                                               |
| K-1 1000 meter Detaljer... | Clint Robinson Australien                                           | Knut Holmann Norge                                            | Greg Barton USA                                                  |
| K-2 500 meter Detaljer...  | Tyskland Kay Bluhm Torsten Gutsche                                  | Polen Maciej Freimut Wojciech Kurpiewski                      | Italien Bruno Dreossi Antonio Rossi                              |
| K-2 1000 meter Detaljer... | Tyskland Kay Bluhm Torsten Gutsche                                  | Sverige Kalle Sundqvist Gunnar Olsson                         | Polen Grzegorz Kotowicz Dariusz Białkowski                       |
| K-4 1000 meter Detaljer... | Tyskland Mario von Appen Oliver Kegel Thomas Reineck André Wohllebe | Ungern Ferenc Csipes Zsolt Gyulay Attila Ábrahám László Fidel | Australien Ramon Andersson Kelvin Graham Ian Rowling Steven Wood |

Damer
| Event                     | Guld                                                      | Silver                                                                | Brons                                                                 |
| K-1 500 meter Detaljer... | Birgit Schmidt Tyskland                                   | Rita Kőbán Ungern                                                     | Izabela Dylewska Polen                                                |
| K-2 500 meter Detaljer... | Tyskland Ramona Portwich Anke von Seck                    | Sverige Agneta Andersson Susanne Gunnarsson                           | Ungern Rita Kőbán Éva Dónusz                                          |
| K-4 500 meter Detaljer... | Ungern Rita Kőbán Éva Dónusz Erika Mészáros Kinga Czigány | Tyskland Katrin Borchert Ramona Portwich Birgit Schmidt Anke von Seck | Sverige Anna Olsson Agneta Andersson Maria Haglund Susanne Rosenqvist |

## Medaljtabell
| Pl. | Nation          | Guld | Silver | Brons | Totalt |
| --- | --------------- | ---- | ------ | ----- | ------ |
| 1   | Tyskland        | 7    | 2      | 2     | 11     |
| 2   | Bulgarien       | 2    | 0      | 1     | 3      |
| 3   | Ungern          | 1    | 3      | 2     | 6      |
| 4   | Australien      | 1    | 1      | 1     | 3      |
| 5   | Tjeckoslovakien | 1    | 1      | 0     | 2      |
| 5   | OSS             | 1    | 1      | 0     | 2      |
| 7   | USA             | 1    | 0      | 2     | 3      |
| 8   | Italien         | 1    | 0      | 1     | 2      |
| 9   | Finland         | 1    | 0      | 0     | 1      |
| 10  | Sverige         | 0    | 2      | 1     | 3      |
| 11  | Frankrike       | 0    | 1      | 3     | 4      |
| 12  | Polen           | 0    | 1      | 2     | 3      |
| 13  | Norge           | 0    | 1      | 1     | 2      |
| 14  | Danmark         | 0    | 1      | 0     | 1      |
| 14  | Storbritannien  | 0    | 1      | 0     | 1      |
| 14  | Lettland        | 0    | 1      | 0     | 1      |